# Бушар, Арман
Арман Бушар (франц. Armand Bouchart) — тамплиер, командовавший небольшим гарнизоном во время оккупации Кипра тамплиерами в 1192 году.

## Биография
Мало что известно о Бушаре, за исключением периода правления на Кипре Великого магистра ордена тамплиеров Робера де Сабле. Во время отсутствия магистра и его армии на острове оставался совсем небольшой гарнизон, насчитывающий от 14 до 20 тамплиеров под командованием Армана Бушара. Занявшие Кипр рыцари, не имевшие навыков управления, вели себя грубо и высокомерно, не обращая внимания на чины и звания жителей острова. Такое поведение в конце концов не могло не привести к восстанию. Отряд Бушара укрылся в замке тамплиеров и, подготовившись, в полном вооружении атаковал восставших. Жестокая расправа заняла всего несколько минут, и восстание на некоторое время было приостановлено. Тем не менее, Бушар доложил Роберу де Сабле, что имевшихся у него сил недостаточно для контролирования острова, и что восстание наверняка вскоре вспыхнет снова. Поэтому было решено оставить Кипр, который в итоге был продан Ги де Лузиньяну.

## В популярной культуре
Арман Бушар является главным антагонистом компьютерной игры Assassin's Creed: Bloodlines, где он исполняет обязанности Великого магистра ордена тамплиеров после смерти Робера де Сабле. Он стремился заполучить «Яблоко Эдема», древний артефакт, позволяющий его владельцу контролировать умы людей и заставлять их выполнять его желания. Бушар стремился обрести личную власть и тем самым положить конец многовековым распрям между людьми, однако он собирался сделать это насильственным и принудительным образом, не имея на то воли самих людей, что противоречит кредо ордена ассасинов, по сюжету игры защищавших свободу человечества. Ассасин Альтаир настиг и убил Бушара, заполучив после этого «яблоко».